# Ледюк, Люсьен
Люсьен Ледюк (фр. Lucien Leduc; 30 декабря 1918, Булонь-сюр-Мер — 17 июля 2004) — французский футболист и тренер, вошедший в историю французского клуба «Монако», под руководством Ледюка клуб впервые в своей истории стал чемпионом Франции в 1961 году. В 1963 и 1978 годах, Ледюк также приводил команду к чемпионскому титулу, а в 1960 и 1963 годах «Монако» выигрывал кубок Франции.

## Биография
Ледюк родился 30 декабря 1918 года в городе Булонь-сюр-Мер на севере Франции. Свою футбольную карьеру Ледюк начал в клубе «Булонь». Люсьен первым из французских футболистов сделал себе имя как полузащитник, став популярным. Он становился чемпионом Франции в 1947 году в составе «Эксельсиор Рубе» и в 1949 году будучи игроком «РФК Парижа». За сборную Франции Ледюк дебютировал 7 апреля 1946 года в матче против сборной Чехословакии, закончившийся победой французов со счётом 3:0.
Карьера Ледюка началась слишком поздно, он стал известным в 30-летнем возрасте, Люсьену пришлось дожидаться окончания Второй мировой войны, прежде чем он первым футболистом в истории французского футбола пересёк границу Франции и отправился в Италию, чтобы выступать за «Венецию». Люсьен также выступал за французские клубы «Монпелье», «Сет», «Клермон Фут», «Ред Стар», «Рубе-Торкуэн», «Сент-Этьен» и «Анси».
Тренерская карьера Ледюка началась в момент его выступления за «Анси» в 1951 году, он исполнял обязанности играющего тренера, окончательно карьеру игрока Люсьен завершил в 1959 году.
Позже Ледюк тренировал итальянскую «Венецию», французский «Монако», швейцарский «Серветт», сборную Алжира, «Анже», «Олимпик» из Марселя (с которым стал чемпионом Франции сезона 1970/1971), «Реймс», бельгийский «Стандард» и марокканский «Видад» из Касабланки. Именно с «Монако» с 1958 по 1963, и с 1976 по 1979 год, Ледюк достиг наиболее высоких успехов.
Первый завоеванный трофей в качестве тренера для Ледюка стал кубок Франции в 1960 году, выигранный с «Монако», для «Монако» он также был первым официальным трофеем. В 1976 году, когда «Монако» покинул первую лигу, Ледюку было предложено вернуться в свой бывший клуб на пост главного тренера. Вернувшись в клуб, Ледюк смог сделать невероятное, вывести «Монако» обратно в первую лигу, а годом позже выиграть титул чемпионов Франции. После победы в чемпионате Ледюк так охарактеризовал победу «Монако» в чемпионате страны: «Это шутка». Год спустя, в 1979 году, он объявил о завершении тренерской карьере. Но спустя 4 года вновь вернулся к тренерской работе, возглавив столичный «ПСЖ», который привёл в сезоне 1983/1984 на четвёртое место в чемпионате Франции.
17 июля 2004 года Люсьен Ледюк после продолжительной болезни скончался в возрасте 85 лет.

## Выступления за сборную
В составе сборной Франции Ледюк провёл 4 матча в которых забил 1 мяч.
- 7 апреля 1946 года; Сборная Франции — Сборная Чехословакии 3:0
- 14 апреля 1946 года; Сборная Португалии — Сборная Франции 2:1
- 5 мая 1946 года; Сборная Франции — Сборная Австрии 3:1
- 19 мая 1946 года; Сборная Франции — Сборная Англии 2:1

## Достижения
Клубные
- Чемпион Франции: 1947
- Обладатель кубка Франции: 1949

Тренерские
- Чемпион Франции: 1961, 1963, 1971, 1978
- Обладатель кубка Франции: 1960, 1963
- Чемпион второй французской лиги: 1977